# János Dunai
János Dunai (26. června 1937, Gara – 13. února 2025, Pécs) byl maďarský fotbalista, útočník.

## Fotbalová kariéra
V maďarské lize hrál za Pécsi Dózsa, nastoupil ve 269 ligových utkáních a dal 65 gólů. Ve Veletržním poháru nastoupil ve 3 utkáních. Za maďarskou reprezentaci nastoupil v roce 1960 v přátelském utkání s Anglií. Byl členem bronzové maďarské reprezentace na LOH 1960 v Římě, nastoupil ve 4 utkáních a dal 5 gólů.

## Ligová bilance
| Ročník                     | Zápasy | Góly | Klub        |
| -------------------------- | ------ | ---- | ----------- |
| 1. maďarská liga 1959/1960 | 21     | 15   | Pécsi Dózsa |
| 1. maďarská liga 1960/1961 | 24     | 9    | Pécsi Dózsa |
| 1. maďarská liga 1961/1962 | 20     | 6    | Pécsi Dózsa |
| 1. maďarská liga 1962/1963 | 26     | 5    | Pécsi Dózsa |
| 1. maďarská liga 1963      | 13     | 1    | Pécsi Dózsa |
| 1. maďarská liga 1964      | 26     | 6    | Pécsi Dózsa |
| 1. maďarská liga 1965      | 24     | 5    | Pécsi Dózsa |
| 1. maďarská liga 1966      | 19     | 3    | Pécsi Dózsa |
| 1. maďarská liga 1967      | 30     | 4    | Pécsi Dózsa |
| 1. maďarská liga 1968      | 21     | 5    | Pécsi Dózsa |
| 1. maďarská liga 1969      | 30     | 4    | Pécsi Dózsa |
| 1. maďarská liga 1970      | 7      | 2    | Pécsi Dózsa |
| 1. maďarská liga 1970/1971 | 8      | 0    | Pécsi Dózsa |
| CELKEM 1. maďarská liga    | 269    | 65   |             |